# Кюр-Даши
Кюр-Даши (азерб.: Kür Daşı adası) — острів у Каспійському морі поблизу південно-східного узбережжя Азербайджану. Є одним з островів Бакинського архіпелагу.